# ŠK Bernolákovo
ŠK Bernolákovo là một câu lạc bộ bóng đá Slovakia, đến từ thị trấn Bernolákovo. Câu lạc bộ được thành lập năm 1912.
Câu lạc bộ có sự tranh cãi vào năm 1976, khi một trong các cầu thủ của họ có hai người con, một người đứng trên vai người khác. Họ mặc một cái áo dài bất thường để giấu việc đó.